# Colen Ferguson
 Colen Ferguson war ein US-amerikanischer Politiker. Zwischen 1913 und 1917 war er Vizegouverneur des Bundesstaates Delaware.
Über Colen Ferguson gibt es kaum verwertbare Quellen. Weder sein Geburts- noch sein Sterbeort und die dazugehörenden Daten sind überliefert. Auch über seine Schulausbildung und seinen Werdegang jenseits der Politik ist nichts bekannt. Sicher ist: Er lebte zumindest für einige Zeit in Delaware und war Mitglied der Demokratischen Partei. Im Jahr 1912 wurde er zum Vizegouverneur des Staates Delaware gewählt. Dieses Amt bekleidete er zwischen dem 21. Januar 1913 und dem 16. Januar 1917. Dabei war er Stellvertreter des republikanischen Gouverneurs Charles R. Miller und Vorsitzender des Staatssenats. Er war der erste Vizegouverneur von Delaware, der einer anderen Partei als der Gouverneur angehörte. Nach dem Ende seiner Zeit als Vizegouverneur ist Ferguson politisch nicht mehr in Erscheinung getreten. Auch sonst verliert sich seine Spur.